# Sibiu Cycling Tour
Die Sibiu Cycling Tour ist ein rumänisches Radrennen, das jedes Jahr in und um Hermannstadt in Siebenbürgen stattfindet. Es wurde im Juli 2011 als der Teil der UCI Europe Tour erstmals ausgetragen und von der UCI in die Kategorie 2.1 eingestuft. Das Etappenrennen findet üblicherweise an fünf Tagen in vier Etappen und einem Prolog statt. Zwei Etappen werden gewöhnlich in den umliegenden Bergen um Hermannstadt ausgetragen.

## Palmarès
| Jahr | Sieger             | Zweiter             | Dritter             |
| ---- | ------------------ | ------------------- | ------------------- |
| 2011 | Alessio Marchetti  | Oleksandr Scheydyk  | Sascha Weber        |
| 2012 | Víctor de la Parte | Matija Kvasina      | Artjom Toptschanjuk |
| 2013 | Davide Rebellin    | Matija Kvasina      | Constantino Zaballa |
| 2014 | Radoslav Rogina    | Davide Rebellin     | Primož Roglič       |
| 2015 | Mauro Finetto      | Davide Rebellin     | Serghei Țvetcov     |
| 2016 | Nikolaj Michajlow  | Francesco Gavazzi   | Alex Turrin         |
| 2017 | Egan Bernal        | Colin Stüssi        | Valentin Baillifard |
| 2018 | Iván Sosa          | Alexei Rybalkin     | Alexander Wlassow   |
| 2019 | Kevin Rivera       | Daniel Muñoz        | Radoslav Rogina     |
| 2020 | Gregor Mühlberger  | Patrick Konrad      | Matteo Badilatti    |
| 2021 | Giovanni Aleotti   | Fabio Aru           | Michal Schlegel     |
| 2022 | Giovanni Aleotti   | Harm Vanhoucke      | Cian Uijtdebroeks   |
| 2023 | Mark Donovan       | Lennert Van Eetvelt | Jakub Otruba        |
| 2024 | Florian Lipowitz   | Andreas Leknessund  | George Bennett      |
| 2025 |                    |                     |                     |

## Wertungen
Seit der Austragung 2014 werden folgende Wertungen von den Führenden in den jeweiligen Wertungen getragen:
- – Gelbes Trikot  – Das Gelbe Trikot wird vom Gesamtführenden getragen.
- – Weißes Trikot  – Das Weiße Trikot wird vom führenden der Punktewertung getragen.
- – Rotes Trikot – Das Rote Trikot wird vom besten rumänisches Fahrer in der Gesamtwertung getragen.
- – Grünes Trikot – Wird vom Führenden in der Bergwertung getragen.
- – Oranges Trikot – Wird vom besten Fahrer der Gesamtwertung unter 23 Jahren getragen.
- – Blaues Trikot – Wird vom Führenden der Sprintwertung getragen.